# Herrenhaus Kirchstraße 22

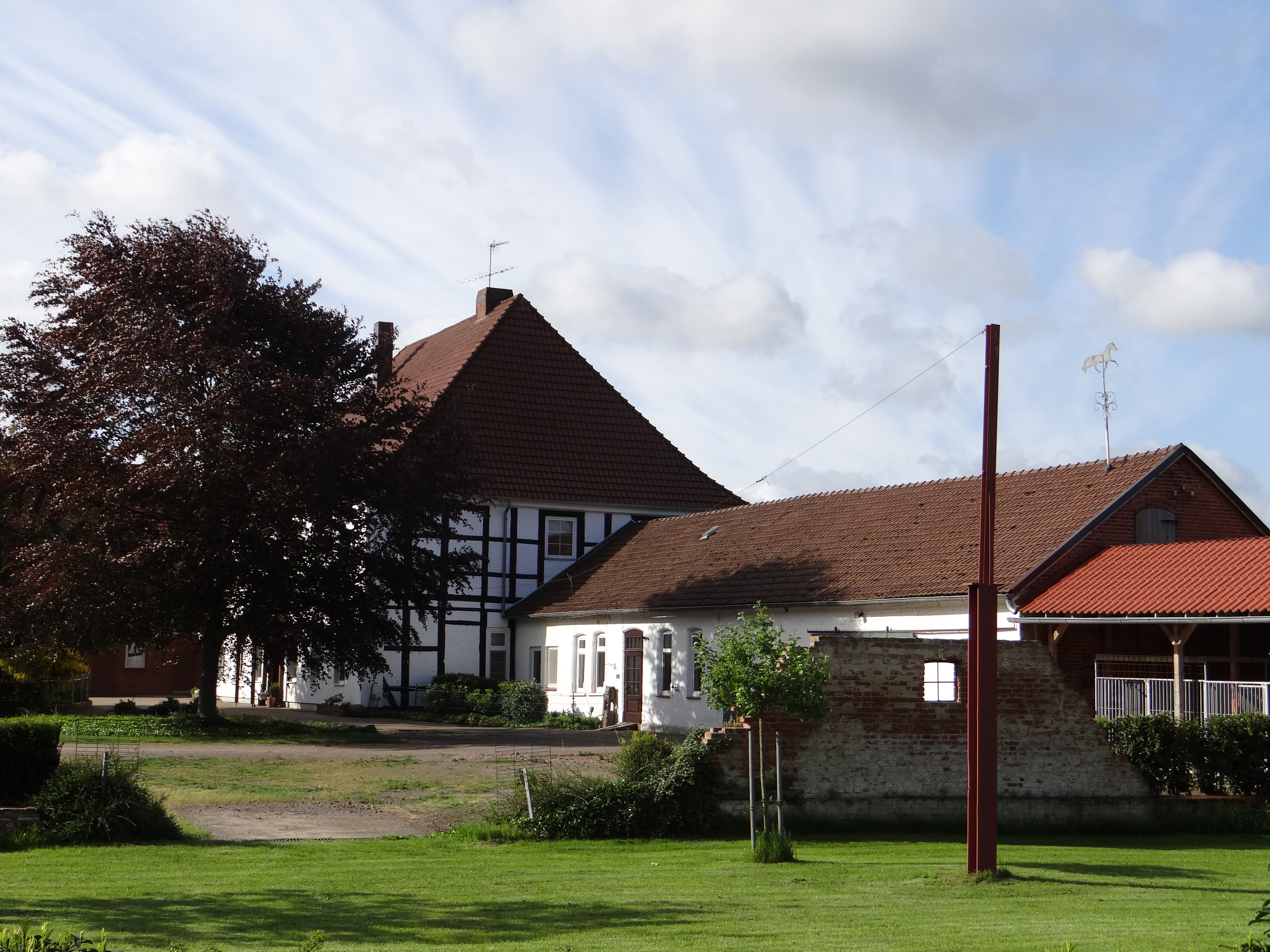
Herrenhaus mit Anbau, Nordseite

Das Herrenhaus Kirchstraße 22 in Eystrup, in der niedersächsischen Samtgemeinde Grafschaft Hoya, stammt aus dem 18. Jahrhundert.
Das Gebäude wird auch aktuell als Wohnhaus genutzt.
Das Gebäude steht unter Denkmalschutz (siehe auch Liste der Baudenkmale in Eystrup).

## Beschreibung und Geschichte
Das zweigeschossige siebenachsige traufständige verputzte klassizistische Ziegelfachwerkgebäude mit Walmdach, mittigem Eingang und zwei eingeschossigen Flügelanbauten wurde wohl am Ende des 18. Jahrhunderts gebaut. Es gehörte zur Anlage des Rittergutes Eystrup und steht in der Nachbarschaft zur Willehadi-Kirche. Um einen rechteckigen Hof gruppieren sich aktuell (2023) sechs Gebäude.

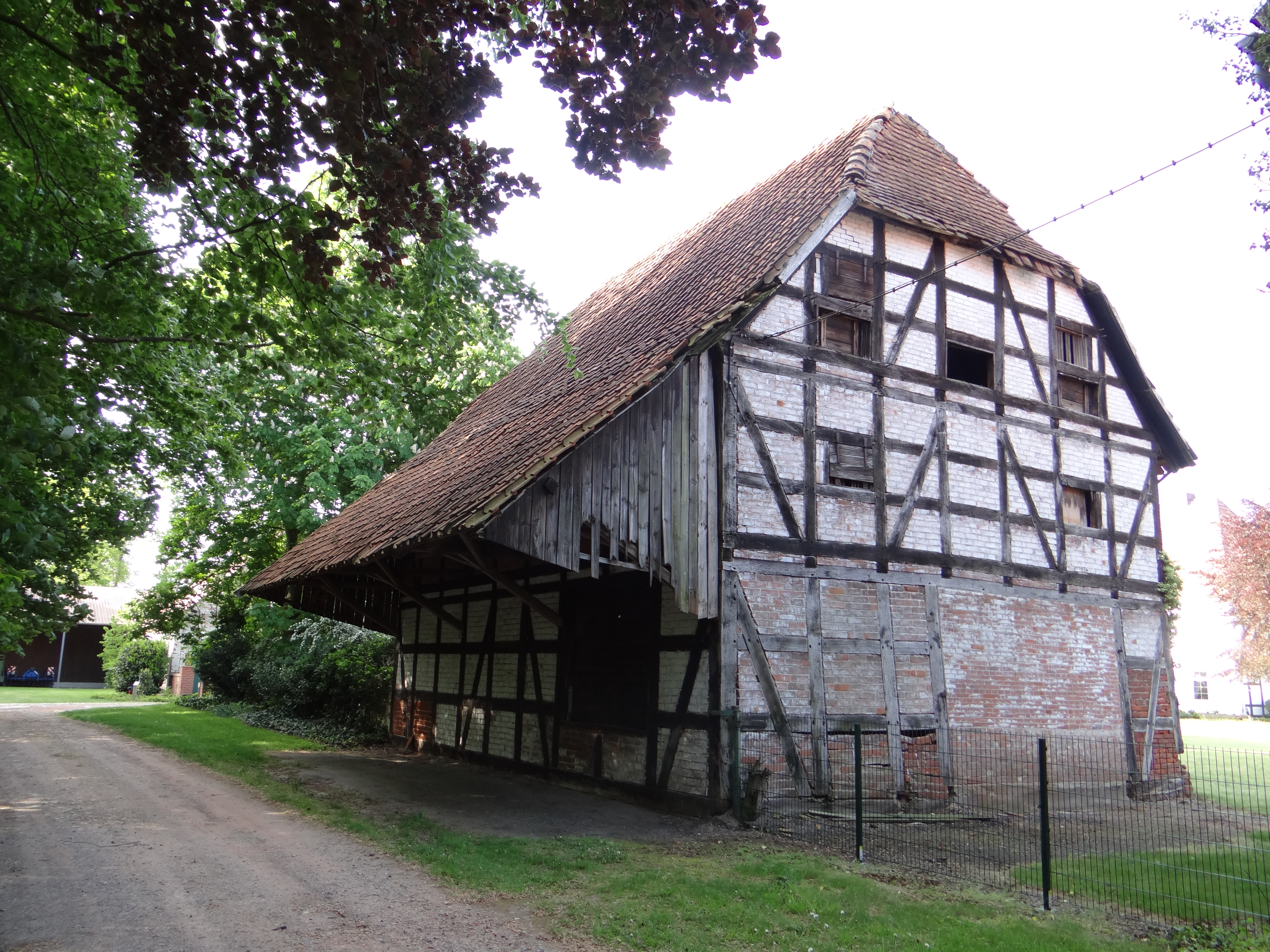
Speicher

Dazu gehört auch ein zweigeschossiger denkmalgeschützter Speicher aus der Mitte des 19. Jahrhunderts in Fachwerk mit Putzausfachungen als Wandständerbau mit einem Halbkrüppelwalmdach, gedeckt mit Ziegelschindeln (West) und roten Hohlpfannen (Ost), später ergänzt durch einen weiten Dachüberstand.
In einer Bildergalerie des Heimatvereins wird das Haus gezeigt und die geschichtliche Entwicklung der Eigentümer dargestellt (u. a. 1576 Johann von Fulde, Friedrich von Fulde, Herr zu Eystrup und Stockum, Drost zu Rietberg † 1602). Margarethe Amalie von Prettlack geb. von Fulde verkaufte das adlig freie Rittergut 1687 an den holsteinischen Kammerjunker und Hofmeister Johann Caspar von Bécquer (1641–1715), die Familie Becquer hielt den Hof bis 1830. Geheimrat von Münchhausen war der nächste Eigentümer. Um 1850 kam das Gut an die Offiziersfamilie von Hugo, dann 1883 an Leopold Strube und Dr. med. Georg Strube aus Bremen, 1895 an die Familie Wilhelm Meyer aus Barme. Seit 1976 ist das Gut im Eigentum der Familie Herberg.
Das Niedersächsische Landesamt für Denkmalpflege befand: „… geschichtliche Bedeutung … als repräsentativer Zentralbau des Dreiseitenhofs …“